# John Sealy Townsend

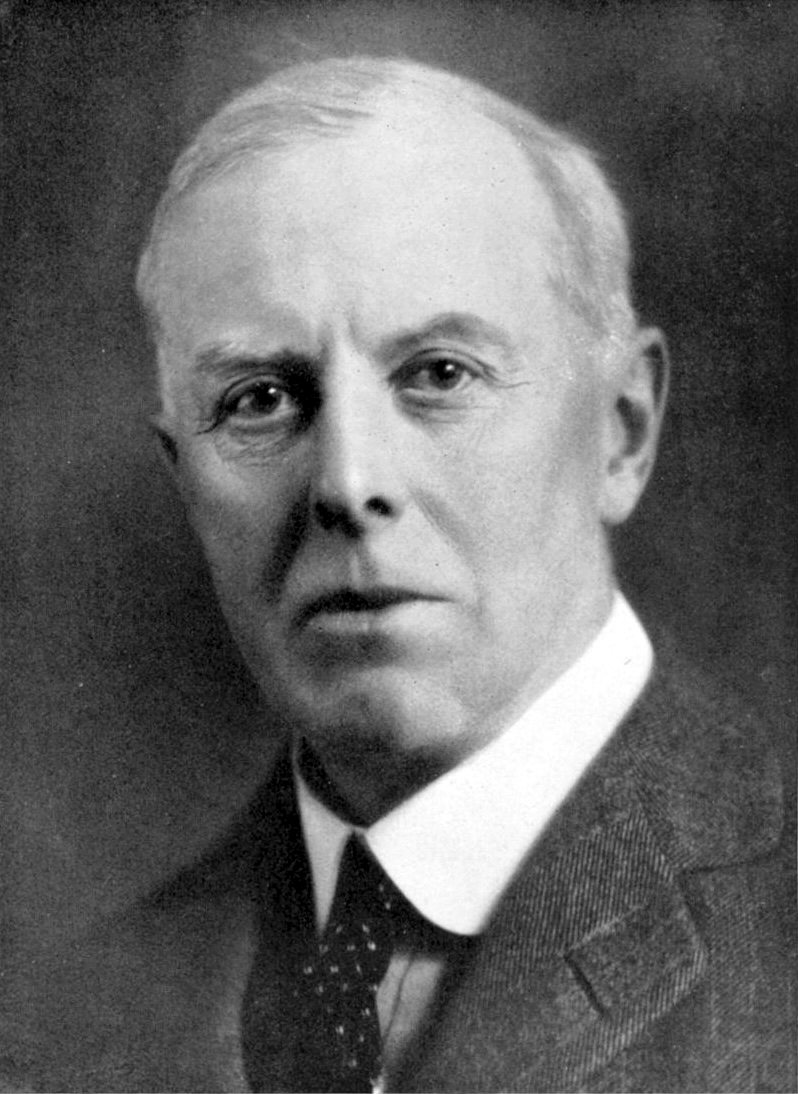
John Sealy Townsend

Sir John Sealy Edward Townsend (Galway, 7 juni 1868 – Oxford, 16 februari 1957) was een Iers natuurkundige die belangrijke bijdragen heeft geleverd op het gebied van elektrische geleiding in gassen. Verder bepaalde hij als eerste de elektrische lading van het elektron.

## Biografie
Townsend was de zoon van Edward Townsend (1831-1919), professor civiele techniek aan de Queen's College in Galway, en Judith May Townsend (1840-1864). In 1885 betrad hij het Trinity College in Dublin, die hij in 1890 afsloot met een bachelorgraad in de wiskunde. Vervolgens ging hij naar het Trinity College in Cambridge waar hij onderzoeksstudent was rond dezelfde tijd dat ook Ernest Rutherford er studeerde. Bij het Cavendish Laboratory was hij samen met Rutherford studeerde onder professor Joseph John Thomson.
Een jaar na de ontdekking van het elektron door Thomson wist Townsend in 1897 als eerste de elementaire lading van een elektron te bepalen via een door hem ontwikkelde druppelmethode. Deze methode werd later door Robert Millikan verbeterd (zie proef van Millikan). In 1900 werd hij benoemd tot Wykekam Professor in de natuurkunde aan de Universiteit van Oxford, een positie die hij behield tot aan zijn pensionering in 1941.
Op 11 juni 1903 werd hij gekozen tot Fellow of the Royal Society (FRS) en in 1914 werd hij onderscheiden met de Hughes Medal. Tijdens de Eerste Wereldoorlog onderzocht hij in Woolwich draadloze telegrafie voor de Royal Naval Air Service. In 1941 werd hij geridderd.
Townsend was gehuwd met Mary Georgiana Lambert (1889-1986), met wie hij twee zonen kreeg: Edward Walter en John Henry Townsend. Zijn vrouw was actief in de lokale politiek, zo was ze raadslid en burgemeester van Oxford.

## Werk
Townsends belangrijkste werk lag op het gebied van gasontlading, de ionisatie van gassen onder lage druk. Onder invloed van een extern elektrisch veld krijgen vrije elektronen zoveel energie dat zij in staat zijn andere gasatomen aan te slaan of te ioniseren. Hierdoor komen nog meer elektronen vrij, die hun beurt weer met andere gasatomen botsen. Deze toename van vrije ladingdragers, ook wel het lawine-effect (Townsend-avalanche) genoemd, stelde hem in staat de doorgang van elektrische stromen te verklaren waarbij het elektrisch veld te zwak werd geacht om dit mogelijk te maken.
In 1901 ontdekte hij de ioniseerbaarheid van gasmoleculen door botsingen en de relatie tussen de gemiddelde vrije weglengte van elektronen (in gassen) en de bijbehorende energie (later Ramsauer-Townsend effect genoemd).

## Werken
- The Theory of Ionisation of Gases by Collision (1910)
- Electricity in Gases (1915)
- Motion of Electrons in Gases (1925)
- Electricity and Radio Transmission (1943)
- Electromagnetic Waves (1951)